# Девід Воррен
Девід Воррен (англ. David Ronald de Mey Warren; 20 березня 1925 — 19 липня 2010) — австралійський науковець, найбільше відомий як винахідник бортового самописця або «чорної скриньки».

## Життєпис
Девід Воррен народився в 1925 році на північному сході Австралії. Коли йому виповнилося 9 років, його батько загинув у авіакатастрофі — одній з перших, що відбулися в Австралії.
У 1952 році Воррен почав працювати в Науково-дослідній лабораторії аеронавтики в Мельбурні. Ідея створення бортового самописця, що реєструє переговори пілотів, прийшла Воррену в 1953 році, коли він входив до складу групи спеціалістів, що розслідували причини катастрофи першого комерційного пасажирського реактивного літака Comet.
Перший прототип «чорної скриньки» Воррен представив у 1956 році. Спочатку винахід Воррена не зацікавив авіакомпанії, проте вже в 1960 році уряд Австралії видав розпорядження про обов'язкове встановлення «чорних скриньок» на всі пасажирські літаки. Незабаром приклад Австралії наслідували й інші країни світу. Тепер «чорні скриньки» в обов'язковому порядку встановлюються на всі пасажирські літаки.
У 2002 році Девід Воррен був удостоєний Ордена Австралії — вищої державної нагороди країни. У 2007 році Воррен став єдиним представником Австралії, включеним до списку 100 геніїв сучасності.